# Pauline Kantor
María Paulina Milada Kantor Pupkin  (Santiago, 10 de abril de 1964), también conocida como Pauline Kantor Pupkin, es una periodista y exesquiadora chilena, de origen judío. Se desempeñó como ministra del Deporte de su país desde el 11 de marzo de 2018 hasta el 28 de octubre de 2019; bajo el segundo gobierno del presidente Sebastián Piñera.

## Familia y estudios
Nació en Santiago de Chile el 10 de abril de 1964, hija del empresario Juan Carlos Kantor y de la orientadora familiar Patricia Pupkin, inmigrantes judíos provenientes de Praga, Checoslovaquia, que llegaron a Chile durante la Segunda Guerra Mundial. Su familia emigró a los Estados Unidos durante la Unidad Popular, país en que adoptó el nombre social de Pauline.
De regreso a Chile, estudió periodismo en la Universidad Católica de Chile y posteriormente realizó un máster en relaciones internacionales de la Universidad de Columbia en Nueva York.
Se casó en 1987 con Agustín Salas, con quien tuvo cinco hijos.

## Carrera profesional
Fue periodista de Canal 13, de las revistas Caras y El Sábado, y ha sido socia directora de las consultoras de comunicación estratégica Factor C, KO2 y Grupo Etcheberry.
En agosto de 2020, se convirtió en la primera mujer en presidir el directorio de Dimacofi, empresa chilena dedicada a la impresión de documentos.

## Deportista y dirigente
En el ámbito deportivo, integró el Equipo Nacional de Esquí entre 1979 y 1982, coronándose campeona nacional en 1976 y 1978. Además, forma parte de la categoría Honor Nacional en tenis desde 1978. En 2006 se incorporó, durante ocho años, como dirigente de la Federación de Ski y Snowboard de Chile.

## Carrera política
Durante el primer gobierno de Sebastián Piñera trabajó como secretaria ejecutiva de la Comisión Bicentenario del Gobierno de Chile en el año 2010, y entre 2011 y 2014 dirigió el programa Elige Vivir Sano.
En enero de 2018 fue anunciada su designación como ministra del Deporte para el segundo gobierno de Piñera, asumiendo el cargo el 11 de marzo de ese año. Cesó en el cargo durante el cambio de gabinete del 28 de octubre de 2019, realizado en el marco de masivas protestas en contra del gobierno.
En noviembre de 2020 anunció su candidatura a la Convención Constitucional como parte de la lista de Evópoli, representando al distrito 11 que considera las comunas de Vitacura, Las Condes, Lo Barnechea, La Reina y Peñalolén, sin resultar electa.

## Historial electoral

### Elecciones de convencionales constituyentes de 2021
- Elecciones de convencionales constituyentes por el distrito 11 (Peñalolén, Las Condes, La Reina, Vitacura y Lo Barnechea), Región Metropolitana[13]

| Candidato                   | Pacto                          | Partido | Votos  | %     | Resultado                  |
| --------------------------- | ------------------------------ | ------- | ------ | ----- | -------------------------- |
| Marcela Cubillos Sigall     | Vamos por Chile                | ILXP    | 84 055 | 21,85 | Convencional constituyente |
| Hernán Larraín Matte        | Vamos por Chile                | Evopoli | 29 373 | 7,63  | Convencional constituyente |
| Constanza Schonhaut Soto    | Apruebo Dignidad               | CS      | 21 536 | 5,60  | Convencional constituyente |
| Constanza Hube Portus       | Vamos por Chile                | UDI     | 18 804 | 4,89  | Convencional constituyente |
| Bernardo Fontaine Talavera  | Vamos por Chile                | ILXP    | 16 745 | 4,35  | Convencional constituyente |
| Soledad Mella Vidal         | La Lista del Pueblo            | ILXT    | 12 839 | 3,34  |                            |
| Paulina Kantor Pupkin       | Vamos por Chile                | Evopoli | 12 453 | 3,24  |                            |
| Patricio Fernández Chadwick | Lista del Apruebo              | Ind-PL  | 11 886 | 3,09  | Convencional constituyente |
| Sara Larraín Ruiz-Tagle     | Lista del Apruebo              | ILYB    | 11 320 | 2,95  |                            |
| Henry Boys Loeb             | Independiente (Fuera de Pacto) | Ind.    | 11 022 | 2,87  |                            |
| Mariana Aylwin Oyarzún      | Independientes por Chile       | ILZY    | 10 690 | 2,78  |                            |
| Carolina Pérez Dattari      | Apruebo Dignidad               | RD      | 4 393  | 1,14  |                            |
| Javiera Toro Cáceres        | Apruebo Dignidad               | COM     | 4 389  | 1,14  |                            |